# Головченко Валентин Петрович
Валентин Петрович Голо́вченко (нар. 15 червня 1952, Кам'янка) — український танцюрист; заслужений артист України з 1995 року.

## Життєпис
Народився 15 червня 1952 року в селі Кам'янці (нині місто Черкаської області, Україна). 1970 року закінчив Дніпропетровське театральне училище, де навчався у Миколи Авдєйчева, Н. Афанасьєвої, Георгія Клокова.
Протягом 1969—1970 років — артист танцювальної групи Дніпропетровського українського музично-драматичного театру імені Тараса Шевченка; у 1972—1973 роках — Державного ансамблю пісні і танцю «Подолянка» Хмельницької обласної філармонії; у 1973—1975 роках — Черкаського заслуженого народного хору; у 1975—1998 — артист, з 1998 року — завідувач постановчої частини Національного заслуженого українського народного хору України імені Григорія Верьовки.

## Творчість
Виконав сольні партії у танцях «Цвіт папороті», «Чумаки», «Веснянки», «Київська Русь», «Запорожці», «Російський танець».